# Vilém Blodek
Vilém Blodek (Praga, 3 ottobre 1834 – Praga, 1º maggio 1874) è stato un compositore, flautista e pianista ceco.

## Biografia
Blodek nacque in una famiglia e fu educato in una scuola tedesca degli scolopi di Praga. Dopo aver studiato pianoforte con Alexander Dreyschock e al Conservatorio di Praga dal 1846 al 1852 con Antonín Eiser (flauto) e Johann Friedrich Kittl (composizione), divenne insegnante di musica a Lubycza, in Galizia, ove restò dal 1853 al 1855. Tornato a Praga, fu impegnato come pianista concertista e insegnante di musica e, brevemente, come secondo direttore del Männergesangverein di Praga, per cui scrisse un gran numero di cori patriottici.
Nel 1860 succedette a Eiser come professore di flauto al Conservatorio, e, come supporto per le sue lezioni, scrisse il suo metodo per il flauto (1861). Fu attivo come compositore di musica incidentale per i teatri tedeschi e cechi: a partire dal 1858 scrisse musica per 60 drammi e collaborò con Bedřich Smetana alla musica per le celebrazioni shakespeariane del 1864.
Nel 1865 sposò la sua allieva Marie Doudlebská. Gli eccessi nel lavoro gli provocarono un crollo nervoso e dopo un ricovero in un ospedale psichiatrico nel 1870, vi tornò definitivamente nel maggio del 1871.

## Stile
Blodek iniziò a comporre al Conservatorio all'età di 13 anni (un sestetto di fiati, 1847) in uno stile di cui era largamente debitore verso il suo insegnante Kittl, verso Mendelssohn e verso i primi romantici tedeschi. La sua Sinfonia in re minore (1858–9) fu la sua composizione più ambiziosa. Il suo Concerto per flauto (1862) è un pezzo brillante e affascinante.
Tuttavia il capolavoro di Blodek è l'opera in un atto V studni (Nel pozzo), rappresentata per la prima volta al Teatro Provvisorio nel novembre del 1867. È una delle parecchie opere buffe con ambientazione rurale di cui Sabina scrisse un libretto (la più famosa è La sposa venduta), prevede un organico di quattro personaggi ed è costituita da una manciata di numeri: cinque arie, due duetti, un quartetto, un ouverture, un intermezzo, e tre brevi a tutti per coro e solisti. Fu la prima opera buffa ceca a sostituire il dialogo parlato con il recitativo. L'opera di Blodek è spesso considerata una delle opere più tipicamente ceche prima di quelle di Smetana e fu scritta infatti poco prima della prima rappresentazione de La sposa venduta. 
La successiva opera di Blodek, Zítek, anche questo su libretto di Sabina fu una commedia storica ambientata nel XIV secolo, fu una composizione più ambiziosa dal punto di vista del vocabolario musicale e della forma dell'opera. Si tratta infatti di un'opera in tre atti, con un grande organico, in cui si avanzano dei tentativi di superare la mera sequenza di numeri, ricorrendo all'arioso e a un coro più integrato nell'azione. Blodek riuscì a completarne solo un atto e parte del secondo atto prima di morire; Smetana, già malato, rifiutò di portarla a compimento, il che fece poi František Xaver Váňa: fu rappresentata per la prima volta nel 1934 in occasione del centenario della nascita di Blodek.

## Opere

### Musica di scena
- Mlhavé obrazy ("Immagini nebbiose"), musica incidentale (Praga, 1859); musica per il dramma di J. Brandeis; perduta
- Clarissa, opera (1861); incompiuta e perduta
- Choralista aneb Čtverákovský z Žertovic ("Il corista, ovvero Čtverákovský da Žertovice"), vaudeville (1861, Praga, 22 marzo 1862); libretto di František Hainiš-Zdobnický; perduta
- Suita perdita: Hudba k slavnosti Shakespeareově ("Musica per le celebrazioni shakespeariane") (Praga, Novoměstské divadlo, 23 aprile 1864)
- V studni ("Nel pozzo"), opera buffa in un atto (Praga, Teatro Provvisorio, 17 novembre 1867); libretto di Karel Sabina
- Svatojánská pouť ("Il pellegrinaggio di San Giovanni"), musica incidentale  (Praga, 1868); musica per il dramma di František Ferdinand Šamberk
- Zítek, opera buffa in tre atti (1868–1869); libretto di Karel Sabina; incompiuta; completata da František Xaver Váňa (Praga, Teatro Nazionale, 3 ottobre 1934)
- Musica incidentale per circa 60 drammi

### Musica orchestrale
- Concerto Ouverture in do maggiore, Op. 2 (1850)
- Ouverture in re maggiore (1854)
- Sinfonia in re minore (1858–1859)
- Concerto Ouverture in mi maggiore (1859)
- Ouverture in mi minore (1862)

### Concerti
- Concerto per flauto in re maggiore (1862); pubblicato da Jindřich Kàan (Praga, 1903)
- Skladba ("Composizione") in la maggiore per 2 flauti e orchestra (?1862)

### Musica da camera
- Sestetto in re maggiore per flauto, 2 violini, oboe, corno e trombone (1847)
- Pezzo da sala in do maggiore per violino e pianoforte (1850)
- Grande assolo in re maggiore per flauto e pianoforte, Op. 1 (1851); perduto
- Allegro di bravura in re maggiore per flauto e pianoforte (1852); perduto
- Fantasie e capriccio in fa maggiore per flauto e pianoforte (1863)
- Andante cantabile per violoncello e pianoforte (1863)

### Per pianoforte
- Lípový lístek ("La foglia di tiglio") per pianoforte a 4 mani
- Impromptu – Scherzo – Valzer – Barcarola

### Musica vocale
- Die Kapelle, canzoni per voce e pianoforte (1951); testo di Ludwig Uhland
- Písně milostné ("Canzoni d'amore") per voce e pianoforte (c.1860, Praga, 1909); traduzione ceca di Karel Hašler

1. Hoře (Wehmut); testo di Joseph Freiherr von Eichendorff
2. Předsevzetí (Vorsatz); testo di Robert Prutz
3. Květy lotosu (Die Lotosblume); testo di Heinrich Heine
4. Jen Ty! (Nur Du); testo di Ludwig Uhland
5. Kdybych byl ptáčetem (Wann i a Vögerl wär); testo di J. Körnlein
6. Sladce spi! (Gute Nacht); testo di Robert Reinick
7. Návrat pocestného (Wanderers Heimkehr); testo di anonimo
8. Znám jednu perlu krásnou (Ich kenne eine Perle); testo di Eduard Maria Öttinger
9. Ty v dálce dlíš (Du bist fern); testo di Emanuel Geibel
10. Ptáčku můj poslíčku (Vöglein mein Bote); testo di Johann Gabriel Seidl
11. Loučení (Abschied vom Walde); testo di Joseph Freiherr von Eichendorff
12. Krádež (Diebstahl); testo di Robert Reinick
13. Nocturno (Nachtgedanken); testo di anonimo

- Dvě písně ve snadném slohu ("Due canzoni facili")

### Musica corale
- Abschied vom Walde per coro (c.1855)
- Náš zpěv for chorus (1859); testo di Vítězslav Hálek
- 6 mužských sborů ("6 cori maschili") (1859)
- K bratrům ("Ai fratelli")
- Ach ty Labe tiché ("O tu quieto Elba") per coro maschile (1865)
- Pijácká (Společná) ("Una canzone d'osteria") per coro maschile (1867)
- Pochod ("Marcia") per coro maschile (1867)
- Starý ženich ("La vecchia sposa") per coro maschile; testo di Karel Sabina
- Lovecká ("La caccia"), inno; testo di Václav Jaromír Picek
- Festmesse ke cti Nejsvětější Trojice ("Messa solenne in onore della Santissima Trinità") (1863)
- Mše D dur (Messa in re maggiore) (1865)
- Ave Maria in do maggiore per coro misto (1859, Praga 1888)
- Otče náš ("Padre nostro") in fa maggiore per coro maschile (1863)
- Veni creator per coro misto (1863)
- Adoramus in la minore (coro maschile, musica per il quadro di Raffaello Madonna Sistina).
- Offertorium; perduto
- 20 cori maschili, alcuni su testi tedeschi di Joseph von Eichendorff, Heinrich Heine e Adalbert von Chamisso e su testi cechi di Václav Hanka, Jiljí Vratislav Jahn, Václav Jaromír Picek e Karel Sabina